# Tornei di tennis maschili indipendenti nel 1974
Nel 1974 i tornei di tennis maschili facevano parte del World Championship Tennis 1974 e del rivale Commercial Union Assurance Grand Prix 1974, ma molti non erano inseriti in nessun particolare circuito.

## Calendario

### Gennaio
| Settimana | Torneo                                                                                 | Vincitore                        | Finalista                 | Semifinalisti | Eliminati ai quarti |
| --------- | -------------------------------------------------------------------------------------- | -------------------------------- | ------------------------- | ------------- | ------------------- |
| Gennaio   | New South Wales Hard Court Championships 1974 Quirindi, Australia Singolare - Doppio   | Bill Bowrey                      | non conosciuta (bandiera) |               |                     |
| Gennaio   | New South Wales Hard Court Championships 1974 Quirindi, Australia Singolare - Doppio   |                                  |                           |               |                     |
| Gennaio   | Dayton Open 1974 Dayton, USA Singolare - Doppio                                        | Raúl Ramírez 6-1 6-4 7-6         | Brian Gottfried           |               |                     |
| Gennaio   | Dayton Open 1974 Dayton, USA Singolare - Doppio                                        |                                  |                           |               |                     |
| 6 gennaio | New South Wales Open gennaio 1974 Sydney, Australia 35 000 $ - Erba Singolare - Doppio | Geoff Masters 6-1, 6-4, 6-2      | Colin Dibley              |               |                     |
| 6 gennaio | New South Wales Open gennaio 1974 Sydney, Australia 35 000 $ - Erba Singolare - Doppio | Colin Dibley Björn Borg 6-2, 6-4 | John Marks Geoff Pollard  |               |                     |

### Febbraio
| Settimana  | Torneo                                                                          | Vincitore                  | Finalista     | Semifinalisti | Eliminati ai quarti |
| ---------- | ------------------------------------------------------------------------------- | -------------------------- | ------------- | ------------- | ------------------- |
| ? Febbraio | Scandinavian Covered Court Championships 1974 Oslo, Norvegia Singolare - Doppio | Björn Borg 2-6 6-4 6-4 6-1 | Raymond Moore |               |                     |
| ? Febbraio | Scandinavian Covered Court Championships 1974 Oslo, Norvegia Singolare - Doppio |                            |               |               |                     |

### Marzo
| Settimana | Torneo                                                  | Vincitore                      | Finalista   | Semifinalisti | Eliminati ai quarti |
| --------- | ------------------------------------------------------- | ------------------------------ | ----------- | ------------- | ------------------- |
| 13 marzo  | Caracas Open 1974 Caracas, Venezuela Singolare - Doppio | Charlie Pasarell 6-7, 6-2, 6-1 | Eddie Dibbs |               |                     |
| 13 marzo  | Caracas Open 1974 Caracas, Venezuela Singolare - Doppio |                                |             |               |                     |

### Aprile
Nessun evento

### Maggio
| Settimana | Torneo                                                                          | Vincitore             | Finalista    | Semifinalisti | Eliminati ai quarti |
| --------- | ------------------------------------------------------------------------------- | --------------------- | ------------ | ------------- | ------------------- |
| 5 maggio  | Royal Crown Cola Classic 1974 Columbus, USA $16,500 - Terra rossa Singolare     | Jeff Borowiak 6-1 7-5 | Ken Rosewall |               |                     |
| 5 maggio  | Downeast Tennis Classic 1974 Portland, USA $15,000 - Sintetico indoor Singolare | Ilie Năstase 6-1 7-5  | Roger Taylor |               |                     |

### Giugno
Nessun evento

### Luglio
Nessun evento

### Agosto
Nessun evento

### Settembre
Nessun evento

### Ottobre
Nessun evento

### Novembre
| Settimana   | Torneo                                                                          | Vincitore                    | Finalista         | Semifinalisti | Eliminati ai quarti |
| ----------- | ------------------------------------------------------------------------------- | ---------------------------- | ----------------- | ------------- | ------------------- |
| 1º novembre | Hilton Head Classic 1974 Hilton Head, USA $135,000 Singolare - Doppio           | Ilie Năstase 7-6 6-3         | Björn Borg        |               |                     |
| 1º novembre | Hilton Head Classic 1974 Hilton Head, USA $135,000 Singolare - Doppio           |                              |                   |               |                     |
| 2 novembre  | Dewar Cup Cardiff 1974 Cardiff, Gran Bretagna Singolare - Doppio                | Mark Cox 6-4 1-6 6-0         | Željko Franulović |               |                     |
| 2 novembre  | Dewar Cup Cardiff 1974 Cardiff, Gran Bretagna Singolare - Doppio                |                              |                   |               |                     |
| 9 novembre  | Scotland Dewar Cup Edinburgh 1974 Edimburgo, Gran Bretagna Singolare - Doppio   | Mark Cox 6-2 5-7 6-4         | Lewis             |               |                     |
| 9 novembre  | Scotland Dewar Cup Edinburgh 1974 Edimburgo, Gran Bretagna Singolare - Doppio   |                              |                   |               |                     |
| 16 novembre | Victorian Hard Court Championships 1974 Melbourne, Australia Singolare - Doppio | Cliff Letcher 7-6 6-3        | Peter Doerner     |               |                     |
| 16 novembre | Victorian Hard Court Championships 1974 Melbourne, Australia Singolare - Doppio |                              |                   |               |                     |
| 24 novembre | Gunze Open 1974 Tokyo, Giappone $100,000 - Sintetico indoor Singolare - Doppio  | John Newcombe 2-6 6-2 7-6    | Cliff Drysdale    |               |                     |
| 24 novembre | Gunze Open 1974 Tokyo, Giappone $100,000 - Sintetico indoor Singolare - Doppio  |                              |                   |               |                     |
| 30 novembre | Queensland Open 1974 Brisbane, Australia Erba Singolare - Doppio                | Bob Giltinan 6-2 7-6 6-7 6-3 | Ulrich Marten     |               |                     |
| 30 novembre | Queensland Open 1974 Brisbane, Australia Erba Singolare - Doppio                |                              |                   |               |                     |

### Dicembre
| Settimana   | Torneo                                                                                  | Vincitore                          | Finalista            | Semifinalisti | Eliminati ai quarti |
| ----------- | --------------------------------------------------------------------------------------- | ---------------------------------- | -------------------- | ------------- | ------------------- |
| Dicembre    | Natal Championships 1974 Durban, Sudafrica Singolare - Doppio                           | Bob Hewitt 7-6 6-2                 | John Yuill           |               |                     |
| Dicembre    | Natal Championships 1974 Durban, Sudafrica Singolare - Doppio                           |                                    |                      |               |                     |
| 7 dicembre  | Border Championships 1974 East London, Sudafrica Singolare - Doppio                     | Armistead Neely 6-7 6-2 6-3        | Barry Phillips-Moore |               |                     |
| 7 dicembre  | Border Championships 1974 East London, Sudafrica Singolare - Doppio                     |                                    |                      |               |                     |
| 14 dicembre | OFS Championships 1974 Bloemfontein, Sudafrica Singolare - Doppio                       | Pat Cramer 7-6 6-4                 | Armistead Neely      |               |                     |
| 14 dicembre | OFS Championships 1974 Bloemfontein, Sudafrica Singolare - Doppio                       |                                    |                      |               |                     |
| 14 dicembre | Jamaican International Championships 1975 Kingston, Giamaica 12.000$ Singolare - Doppio | Buster Mottram 7-6 6-4             | Juan Gisbert         |               |                     |
| 14 dicembre | Jamaican International Championships 1975 Kingston, Giamaica 12.000$ Singolare - Doppio |                                    |                      |               |                     |
| 15 dicembre | Tasmanian Open 1974 Hobart, Australia Singolare - Doppio                                | Geoff Masters 6-4 7-6              | Toshiro Sakai        |               |                     |
| 15 dicembre | Tasmanian Open 1974 Hobart, Australia Singolare - Doppio                                |                                    |                      |               |                     |
| 15 dicembre | Western Australian Open 1974 Perth, Australia Singolare - Doppio                        | Ross Case 6-4 7-6 4-6 7-6          | Geoff Masters        |               |                     |
| 15 dicembre | Western Australian Open 1974 Perth, Australia Singolare - Doppio                        |                                    |                      |               |                     |
| 21 dicembre | Western Province Championships 1974 Città del Capo, Sudafrica Singolare - Doppio        | Pat Cramer 6-1 6-0                 | Bob Hewitt           |               |                     |
| 21 dicembre | Western Province Championships 1974 Città del Capo, Sudafrica Singolare - Doppio        |                                    |                      |               |                     |
| 22 dicembre | New South Wales Open dicembre 1974 Sydney, Australia Singolare - Doppio                 | Tony Roche 7-6, 4-6, 3-6, 6-2, 8-6 | Phil Dent            |               |                     |
| 22 dicembre | New South Wales Open dicembre 1974 Sydney, Australia Singolare - Doppio                 |                                    |                      |               |                     |
| 28 dicembre | Eastern Province Championships 1974 Port Elizabeth, Sudafrica Singolare - Doppio        | Pat Cramer 2-6 7-6 6-0             | Bob Hewitt           |               |                     |
| 28 dicembre | Eastern Province Championships 1974 Port Elizabeth, Sudafrica Singolare - Doppio        |                                    |                      |               |                     |